# 国鉄2100形蒸気機関車

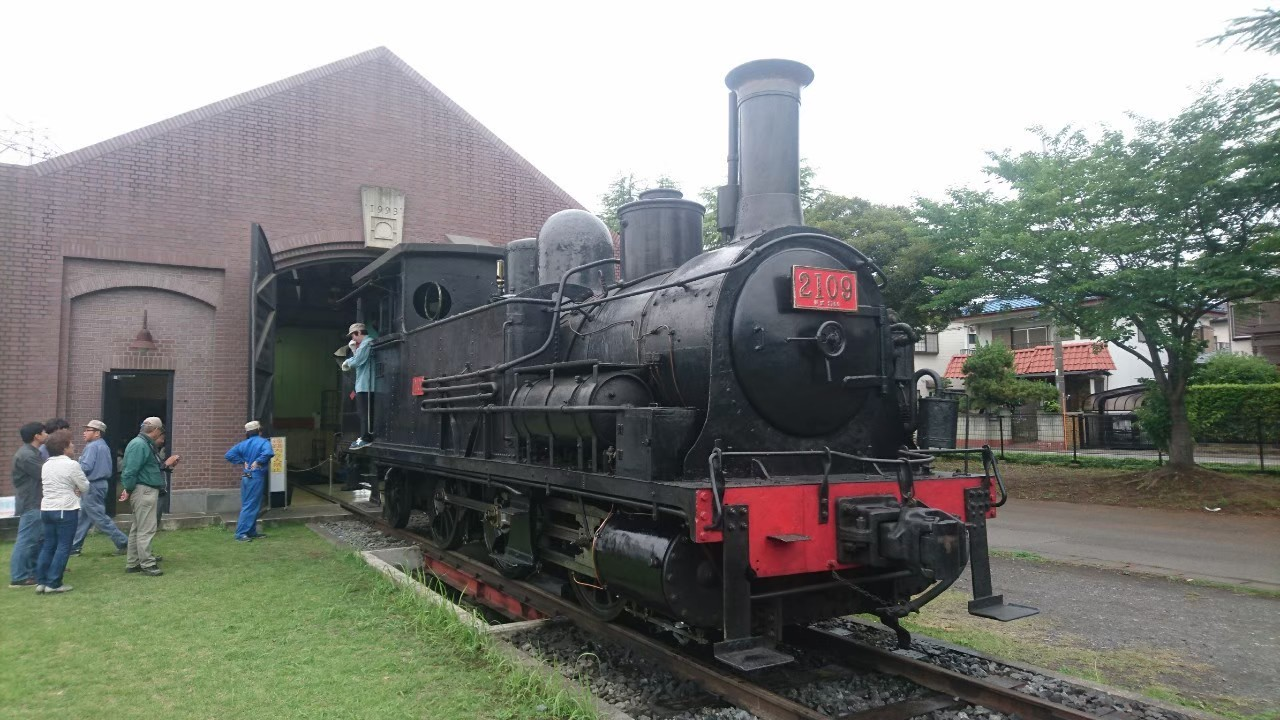
国鉄2100形蒸気機関車

国鉄2100形蒸気機関車（こくてつ2100がたじょうききかんしゃ）は、日本国有鉄道（国鉄）の前身である官設鉄道が、1890年（明治23年）からイギリスより輸入したタンク式蒸気機関車（タンク機関車）である。鉄道作業局時代の形式称号より、同系の3形式（2120形・2400形・2500形）とともにB6形と通称される。日露戦争において大陸で使用するためイギリス・ドイツ・アメリカ合衆国で大量に発注され、1906年（明治39年）までに私鉄による輸入分も含め4形式総計533両が製造され、国鉄では1961年（昭和36年）まで、譲渡先の専用線では1973年（昭和48年）まで現役で使用された。
本項では、これらB6形4形式のほか、それらの改造形式である2700形（2代）・2900形・3500形蒸気機関車、暖房車マヌ34形客車についても記す。

## 概要
英、米、独の著名メーカーのほとんどの蒸気機関車がそろい、私鉄での採用もあって形式数の非常に多かった明治の蒸気機関車の中で、2B形テンダー機の旅客用とともに主力貨物用となったのが、B6形であった。 B6形の誕生はイギリス人技師のトレピシックの企画で、東海道線の全通後の輸送増強のための貨物用として1890年にイギリスのダブス社より輸入した。B6は官鉄以外でも採用され、日露戦争時の大陸野戦用の大量新製もあって、1形式528両(イギリス製275両、アメリカ製168両ドイツ製75用 国産10両)という明治期のSL全画数の約4分の1を占めた。B6の称呼は官鉄時代の形式 (3動輪タンク機の6番目の意味)で､愛称としてその後も続いたが、1907年の国有化後の形式変更で2100形 (初期のイギリス製2100その後のイギリス製と国産が2120,ドイツ製2400、アメリカ製が2500形式)になった。従来の主力機としていた1B1形機が10%勾配で220t勾配専用のC型が300t程度の牽引力であったのに対して、動輪上重量を生かしたC1軸配置のB6は340tの牽引力を発揮した。軸重が大きすぎて線路を傷めやすいことや、先輪がなくて後進運転が好ましいため復路で転向を要するなどで、当初は現場の評価は必ずしも良くなかった。しかし輸送量の増加により牽引性能が買われて増備され、また日本鉄道、関西鉄道などでも採用されて、日露戦争前の1903年の総就役両数は、当時では1形式最多の117両に達していた。
1904年に勃発した日露戦争では、ロシアが満洲(現在の中国東北区)に建設した東清鉄道を1524→1067mmに改軌して補給輸送に使い、所要のSLとしてB6が動員されて 大陸に渡った。B6が選ばれたのは、牽引力が優れ、タンク機で転車台が不要。単一形式で緊急に集めやすかったなどであろう。主要メーカーに総計 409両の前例のない大量が緊急に発注された。 大陸に渡ったものは187両を数え、日露戦争の勝利を裏方で支えた。大陸で働いたB6は、戦後は故国に戻って鉄道国有化の全国各地に配置され、主要 区の貨物用又は勾配線で活躍した。しかしB6のボイラー圧力は11kg/cm²にすぎず、この後に採用された過熱式に比べて時代おくれであったが、スティブンソン式弁装置の 転操作の容易さと多両数が幸いし、本線使用後は入替え機に転じて戦後まで用され 約70年のSLの長命を記録した。日本では最初から入替え用としたものばなく、ほとんどが陳腐化したため転用されたものばかりだが、 入替え用になって評価を高めたのはB6が最初にして最後だった。

## 2100形

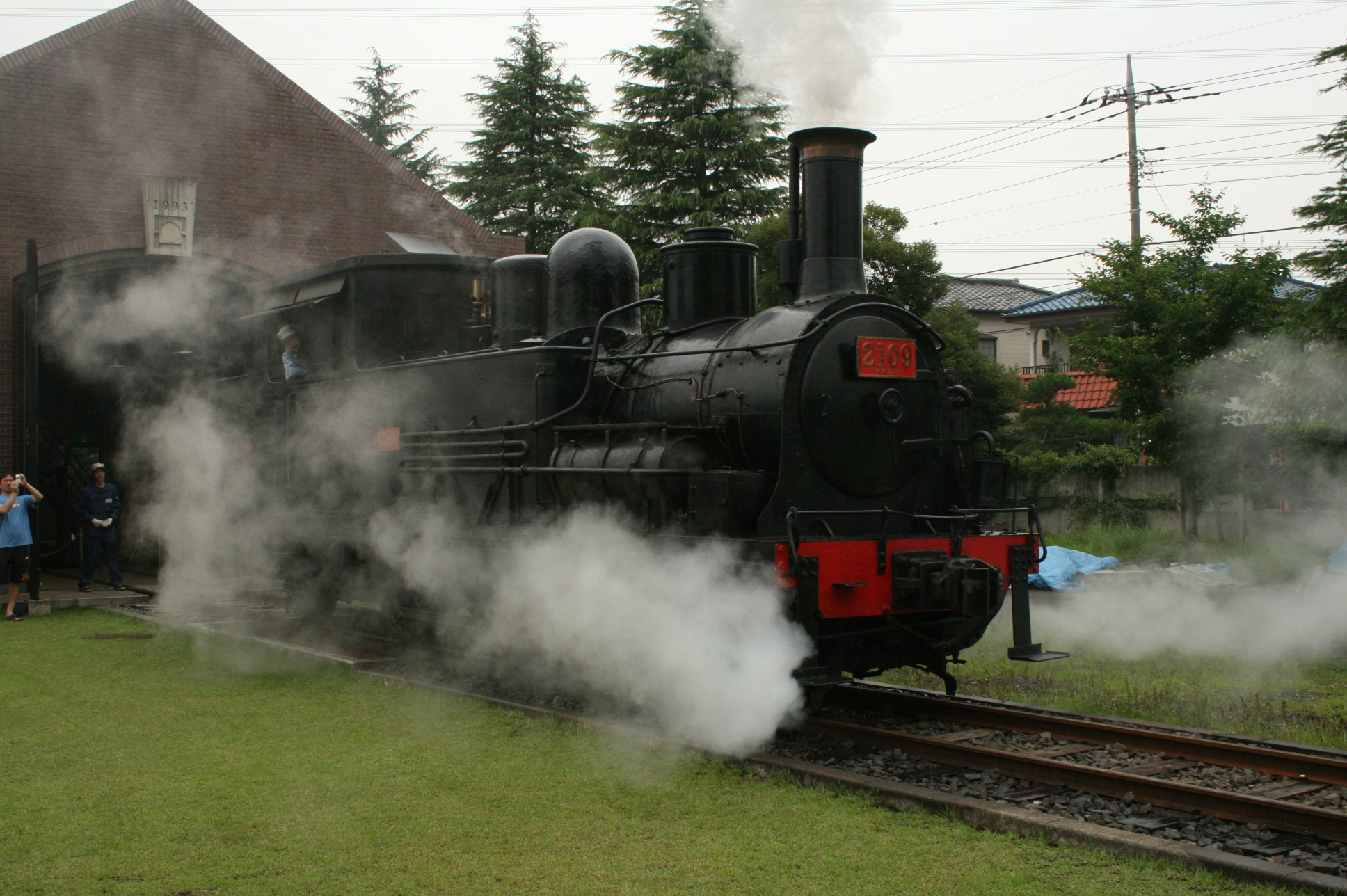
動態保存されている2109（2100形）
2007年6月16日・日本工業大学

### 概要
イギリスのダブス社により、1890年に官設鉄道（当時は内務省鉄道庁）向けに6両（製造番号2682 - 2687）が製造され、官設鉄道では、AC形として154 - 164（偶数）に付番した。翌1891年（明治24年）には日本鉄道向けに6両（製造番号2771 - 2776）が製造され、166 - 176（偶数）に付番された。
1894年（明治27年）6月1日、日本鉄道が官設鉄道（当時は逓信省鉄道局）から分離独立したのに伴い、官設鉄道の6両は105, 107 - 111に改番され、日本鉄道ではD3/4形 (60 - 65) に改めた。
のちに2100形となったものとしては、関西鉄道が1896年（明治29年）にダブス社から輸入した3両（製造番号3315, 3316, 3323）と1903年（明治36年）にダブス社の後身であるノース・ブリティッシュ・ロコモティブ社グラスゴー工場から輸入した2両（製造番号16019, 16920）がある。これらは形式14 (14 - 16, 78, 79) と付番され、「雷（いかづち）」と愛称された。
日本鉄道と関西鉄道のものは、鉄道国有法により官設鉄道に移管され、1909年（明治42年）に制定された鉄道院の車両形式称号規程では、官設鉄道のものとともに2100形とされた。番号は、官設鉄道分6両が2100 - 2105、日本鉄道分6両が2106 - 2111、関西鉄道分5両が2112 - 2116となっている。

### 主要諸元
- 全長：10,203 mm
- 全高：3,658 mm
- 軌間：1,067 mm
- 車軸配置：0-6-2 (C1)
- 動輪直径：1,219 mm（1914年度版では1,245 mm (2106 - 2111) 、1924年版では1,250 mm、1914年版以降1,270 mm (2112 - 2116) ）
- 弁装置：スチーブンソン式基本形（2115, 2116はアメリカ形）
- シリンダー（直径×行程）：406 mm×610 mm
- ボイラー圧力：9.8 kg/cm2（1924年版では11.3 kg/cm2）
- 火格子面積：1.33 m2（1924年版では1.31 m2）
- 全伝熱面積：93.6 m2（1924年版では92.9 m2）
  - 煙管蒸発伝熱面積：84.2 m2
  - 火室蒸発伝熱面積：9.4 m2（1924年版では8.7 m2）
- ボイラー水容量：3.0 m3
- 小煙管（直径×長サ×数）：45 mm×3140 mm×192本
- 機関車運転整備重量：45.47 t（1924年版では46.36 t）
- 機関車空車重量：35.85 t
- 機関車動輪上重量（運転整備時）：37.85 t（1924年版では38.24 t）
- 機関車動輪軸重（最大・第3動輪上）：12.70 t（1924年版では12.93 t（第2動輪上））
- 水タンク容量：7.73 m3（1924年版では7.8 m3）
- 燃料積載量：1.65 t（1924年版では1.9 t）
- 機関車性能
  - シリンダー引張力：6,870 kg
- ブレーキ装置：手ブレーキ、真空ブレーキ

## 2120形・2400形・2500形

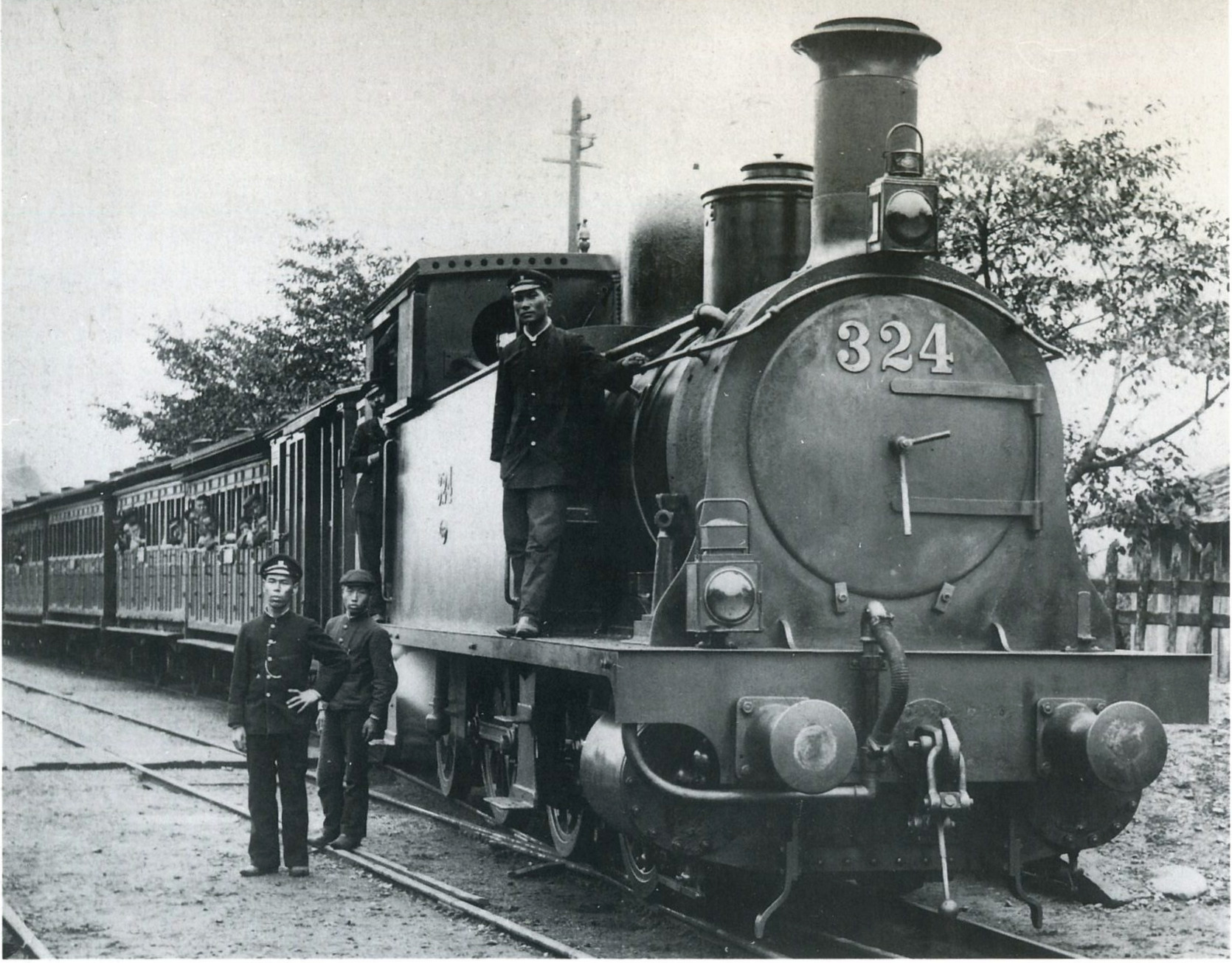
324号（のちの2120形 2213）
1901 - 1902年ごろ・信越本線磯部駅

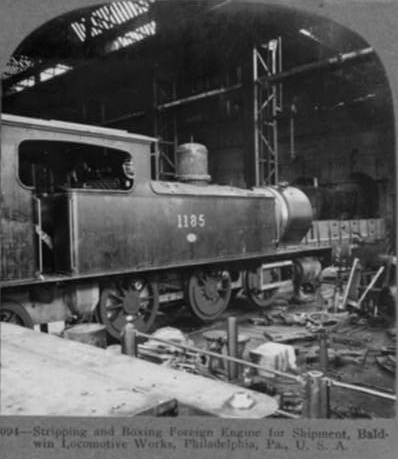
ボールドウィンで製造中の1185（2500形）1905年

### 概要
AC形は性能が良好であったため、官設鉄道（1897年より鉄道作業局）では1898年（明治31年）から1905年にかけて、同形で動輪径が若干異なる2120形（鉄道作業局時代は2100形と同じく「B6形」とされた）を、ダブス社とシャープ・スチュアート社、1903年に両社とほか1社の3社合併で成立したノース・ブリティッシュ・ロコモティブ社（NBL社）で計258両製造させ輸入したほか、10両を自身で製造した。
1904年（明治37年）以降は、日露戦争の開戦に伴って戦場となった満洲で兵站輸送に使用するため、ドイツのベルリン機械製造（通称：シュヴァルツコッフ）、ハノーファー機械工業（通称ハノマーグ）、ヘンシェル・ウント・ゾーンの各社で計75両、ならびにアメリカのボールドウィン社でも166両（このほかに北海道鉄道が5両、関西鉄道が2両を独自に輸入）と同形車を大量に製造させた。これらの一部 (466 - 483, 750 - 799, 1000 - 1219) は、満洲での兵站輸送のために設立された陸軍野戦鉄道提理部が発注したものであるが、官設鉄道からの供出車との振替えにより内地で使用されたものも多い。
製造年次ごとの製造所、番号および両数は次のとおり。
- 1898年（18両）
  - ダブス（18両・製造番号3623 - 3640） - 292 - 309（B6形第1種） → 鉄道院2130 - 2147（18両）

- 1899年（24両）
  - シャープ・スチュアート（18両・製造番号4443 - 4460） - 310 - 327（B6形第2種） → 鉄道院2199 - 2216（18両）
  - 鉄道作業局神戸工場（6両） - 328 - 333（B6形第3種） → 鉄道院2120 - 2125（6両）

- 1902年（28両）
  - ダブス（24両・製造番号4142 - 4165） - 338 - 361（B6形第1種） → 鉄道院2148 - 2170（23両。359は台湾総督府鉄道部E80に）
  - 鉄道作業局神戸工場（4両） - 334 - 337（B6形第3種） → 鉄道院2126 - 2129（4両）

- 1903年（30両）
  - NBL社グラスゴー工場（旧ダブス社）（30両・製造番号15913 - 15942） - 362 - 391（B6形第1種） → 鉄道院2171 - 2198（28両。363, 366は台湾総督府鉄道部E81, 82に）

- 1904年（46両）
  - シュヴァルツコッフ（12両・製造番号3292 - 3303） - 395 - 406（B6形第4種） → 鉄道院2400 - 2411（12両）
  - ハノマーク（6両・製造番号4150 - 4155） - 407 - 412（B6形第5種） → 408, 411, 412は鉄道院2412 - 2414に。407, 409, 410は清国国有奉新鉄道、芸備鉄道を経て1914年鉄道院2472 - 2474に。
  - ヘンシェル（12両・製造番号6679 - 6690） - 413 - 424（B6形第6種） → 鉄道院2415 - 2426（12両）
  - ボールドウィン（16両・製造番号別記*1） - 435 - 450（B6形第7種） → 鉄道院2500 - 2515（16両）

- 1905年（363両）
  - ヘンシェル（45両・製造番号7033 - 7042, 7196 - 7210, 7301 - 7320） - 425 - 434, 451 - 465, 1200 - 1219（B6形第6種） → 鉄道院2427 - 2436, 2437 - 2451, 2452 - 2471（45両）
  - NBL社ハイドパーク工場（旧ニールソン・レイド社）（98両・製造番号16735 - 16752, 16767 - 16796, 16973 - 17022） - 466 - 483, 750 - 779, 1000 - 1049（B6形第8種） → 鉄道院2217 - 2234, 2235 - 2263, 2283 - 2325（90両。759は台湾総督府鉄道部E83に、1016 - 1019, 1046は北海道鉄道を経て鉄道院2383 - 2387に、1048, 1049は日本鉄道を経て鉄道院2366, 2367に）
  - NBL社アトラス工場（旧シャープ・スチュアート社）（50両・製造番号16797 - 16816, 17023 - 17052） - 780 - 799, 1050 - 1079（B6形第8種） → 鉄道院2264 - 2282, 2326 - 2345（39両。792は台湾総督府鉄道部E84に、1070 - 1079は日本鉄道を経て鉄道院2368 - 2377に）
  - NBL社グラスゴー工場（20両・製造番号17053 - 17072） - 1080 - 1099（B6形第8種） → 鉄道院2346 - 2365（20両）
  - ボールドウィン（150両・製造番号別記*2, *3） - 700 - 749, 1100 - 1199（B6形第7種） → 鉄道院2516 - 2565, 2566 - 2665（150両）

別記製造番号 (435 - 450)  *1 - 24851, 24852, 24859, 24863 - 24870, 24882 - 24886
別記製造番号 (700 - 749)  *2 - 25288, 25289, 25627, 25342 - 25346, 25357, 25358, 25378 - 25382, 25413 - 25415, 25419 - 25423, 25444 - 25446, 25462, 25463, 25472 - 25475, 25498 - 25501, 25527 - 25529, 25536, 25561, 25562, 25577, 25599, 25600, 25619 - 25623
別記製造番号 (1100 - 1199)  *3 - 25916, 25917, 25951, 25952, 25970, 25971, 25987 - 25989, 25998, 26017 - 26019, 26029, 26032 - 26038, 26057, 26058, 26082 - 26084, 26100, 26101, 26122 - 26126, 26151, 26160 - 26162, 26168, 26169, 26172, 26184 - 26186, 26195, 26196, 26205 - 26207, 26213, 26230, 26236, 26237, 26254, 26255, 26285, 26286, 26303, 26304, 26314, 26315, 26334, 26335, 26348, 26349, 26364 - 26367, 26402, 26403, 26420, 26421, 26432, 26433, 26452, 26458, 26475, 26476, 26516, 26517, 26538 - 26542, 26592, 26593, 26608, 26609, 26661, 26683 - 26687, 26742, 26782, 26783, 26830, 26840
1906年の鉄道国有法公布により翌年までに主要私鉄が国有化されると、各私鉄において鉄道作業局同様に増備されていた機関車も国有鉄道の所有となったため、1909年、鉄道院（鉄道作業局の後身）では、鉄道作業局神戸工場製およびイギリス製のものを2120形、ドイツ製のものを2400形、アメリカ製のものを2500形に区分した。
上記のうち、12両 (1048, 1049, 1070 - 1079) は1906年に日本鉄道に譲渡され、NB3/4形 (833 - 844) となり、国有化後は2120形 (2366 - 2377) となった。また、5両 (1016 - 1019, 1046) は同年北海道鉄道に譲渡され、E1形 (23 - 27) となり、国有化後は2120形 (2383 - 2387) となった。
北海道鉄道では、このほかに5両（1905年、NBL社アトラス工場製。製造番号16928 - 16932）を自社発注し、譲渡機とともにE1形 (18 - 22) としており、国有化後は2120形 (2378 - 2382) となった。
関西鉄道では、1906年にボールドウィン社から、運転台が密閉式で蒸気ドームの形状やオーバーハングの長さなど細部が異なる2両（製造番号27252, 27253）を自社で輸入し、形式14「雷」に編入して105, 106としており、国有化後は2500形 (2666, 2667) となった。
また、ドイツ・ハノマーク社製の3両 (407, 409, 410)は、陸軍鉄道大隊が清国の新民 - 奉天間に敷設した600 mm軌間の鉄道を戦後に1,067 mm軌間に改築した奉新鉄道で使用され、1907年5月、同鉄道が清国政府に譲渡されたのに伴い、この3両も移管された。その後、奉新線は標準軌に再改築され、不要となった3両は日本人の原田光二郎に買い取られ、湊町駅（現・JR難波駅）構内に長らく放置されたが、芸備鉄道が購入することとなった（番号は1 - 3に）。しかし、軸重の大きさから芸備鉄道では持て余され、1914年（大正3年）に軸重の軽い1B1形タンク機関車4両（480形2両、800形2両）と交換で鉄道院籍に入り、2400形 (2472 - 2474) となった。

### 満洲に渡ったB6形
1904年2月に開戦した日露戦争において、主戦場となる満洲における兵站輸送のため、大連とハルビンを結ぶ東清鉄道（のちの東支鉄道）南部支線が敵にとっても味方にとっても大きな役割を果たすものと予想された。陸軍の鉄道隊は、朝鮮半島経由の京釜線・京義線を速成し、安東 - 奉天間の安奉線を通じて敵勢力の中央を衝くほか、敵国ロシアの破壊した東清鉄道の路盤を利用して1,067 mm軌間の鉄道を敷設することになり、少数の軍人と多数の鉄道技術者からなる野戦鉄道提理部を同年5月に編成した。同部は7月に大連に上陸し、活動を始めている。
そこで使用する機関車については、一個列車の輸送量を大きくしたいとの要求から、鉄道作業局ではB6形タンク機関車を選択し、その他機関車に余裕があるとみられた、日本鉄道、九州鉄道、山陽鉄道、関西鉄道、北海道炭礦鉄道、北越鉄道からも供出させて不足を補うこととした。
1905年3月末時点で、鉄道作業局64両、日本鉄道23両、九州鉄道15両、山陽鉄道4両、関西鉄道4両、北海道炭礦鉄道3両、北越鉄道1両の計114両が陸軍への貸し渡しの形で供出されていた。鉄道作業局の64両のうち10両は、テンダー式蒸気機関車（テンダー機関車）のD10形（のちの5700形。242 - 251）で、私鉄各社もテンダー機関車を供出していたが、日本鉄道は、旧式（側水槽付きの1C形テンダー機関車。のちの7600形）であったり不具合の多い機関車（2C1タンク機関車。のちの3800形）を供出し、さらに当時の社長が陸軍中将で華族であったこともあって、評判が悪かったという。
提理部では、機関車の製作メーカーとして、ドイツのシュヴァルツコッフ社、ハノマーク社、ヘンシェル社およびアメリカのボールドウィン社に、B6形をそれぞれ12両、6両、12両、16両を発注した。前年には、イギリスのNBL社製の30両が到着し、組立ても終わっていたが、納期を短縮するために、ドイツ、アメリカへの発注をしたものと推定されている。1905年にはさらに、ボールドウィン社に150両、NBL社に150両、ヘンシェル社に20両が発注されている。
1905年2月からドイツ製のB6形が到着し始めた。これらは、輸送途中に戦略物資として押収されるのを防ぐため、送り先が香港とされていたという。積出しの記録は、鉄道作業局の記録にも残っていないが、1907年の『鉄道作業局機関車種別及び哩程』という小冊子や1908年（明治41年）の『南満洲拡軌事業概要』に次のような記録が残っている。
- B6形（第1種） - 341, 343 - 347, 352 - 355, 357 - 359, 361 - 363, 366 - 368, 370 - 372, 375 - 380, 382 - 385, 387, 389 - 391（37両）
- B6形（第3種） - 330, 333 - 337（6両）
- B6形（第5種） - 407, 409, 410（3両）
- B6形（第6種） - 415, 417, 418, 420 - 424（8両） - 合計54両

1905年4月以降、提理部に供出されたのは次の133両で、先の54両とあわせて供出されていたB6形は総計187両である。
1. B6形（第6種） - 425, 426, 428 - 430（5両）
2. B6形（第7種） - 435 - 444, 446 - 449（14両）
3. B6形（第8種） - 467 - 473, 475 - 483（16両）
4. B6形（第7種） - 700 - 713, 715 - 738, 740 - 749（48両）
5. B6形（第8種） - 750 - 799（50両）

上記の1 - 3が大連に到着したことより、私鉄から供出された機関車は順次返還されたが、4・5の到着は終戦間際の1905年9月であった。終戦後、提理部では同年11月から復員輸送を開始し、翌年3月に終了した。1907年3月末日、任務を終えた陸軍野戦鉄道提理部は現地で解散し、施設は南満洲鉄道に引き継がれた。南満洲鉄道では、同年5月から引き継いだ鉄道の標準軌への改軌工事を開始している。
1906年9月、満洲に渡らなかった陸軍省所有のB6形（第8種・1000 - 1099）83両、B6形（第7種・1100 - 1199）100両、B6形（第6種・427, 431 - 434, 1200 - 1219）25両が鉄道作業局に移管された。第8種のうち1016 - 1019, 1046の5両は北海道鉄道へ、1048, 1049, 1070 - 1079の12両は日本鉄道に譲渡されたものである。
1908年5月末、南満洲鉄道では、標準軌への改軌工事が終了したことにより不用となった狭軌用機関車を内地へ還送することとした。同年8月の調査では187両があり、前述したうちの奉新鉄道用に振り向けられた407, 409, 410と337, 722, 795の6両がなく、350, 373, 466, 474, 714, 739の6両が加わっている。377, 722, 795の3両は何らかの理由で既に還送され、後者の6両が代わって送られたものと思われる。内訳は、第1種・39両、第3種・5両、第6種・13両、第7種・63両、第8種67両の計187両である。これらは、1908年8月から1911年（明治44年）3月にかけて内地へ還送され、このうち、イギリス製の第1種5両 (359, 363, 366, 759, 792) およびアメリカ製の第7種6両（1909年改番後の2521, 2525, 2529, 2534, 2548）が台湾総督府鉄道に譲渡され、大連から直接台湾に送られている。これらを除いた176両が内地へ還送されたものである。

### 主要諸元

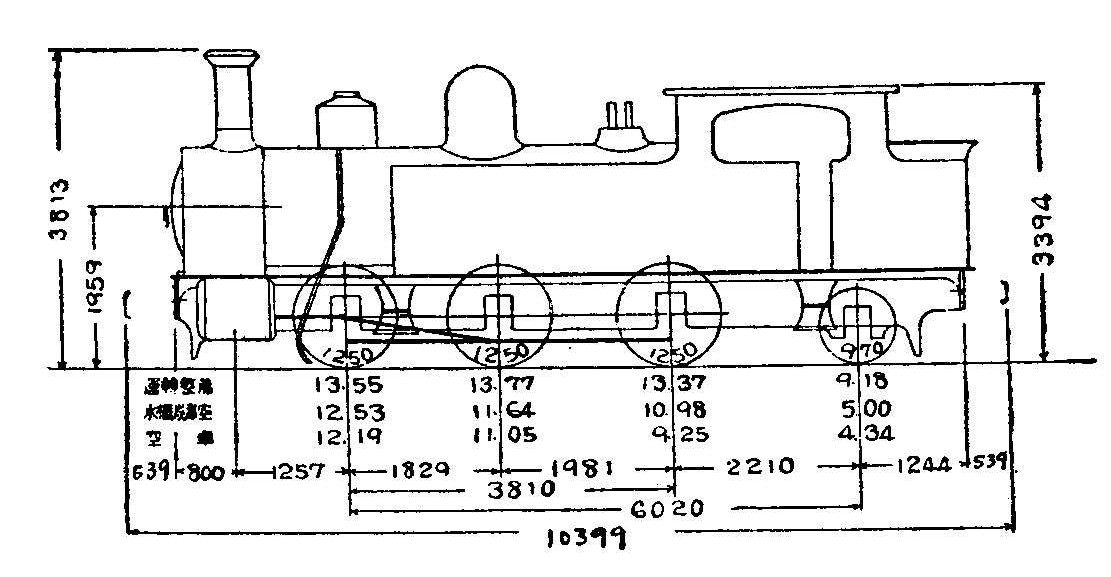
2120形の形式図

（2120形 2120 - 2387の諸元を示す）
- 全長：10,439 mm
- 全高：3,810 mm
- 軌間：1,067 mm
- 車軸配置：0-6-2 (C1)
- 動輪直径：1,245 mm
- 弁装置：スチーブンソン式基本形
- シリンダー（直径×行程）：406 mm×610 mm
- ボイラー圧力：11.2 kg/cm2（1924年版では11.3 kg/cm2）
- 火格子面積：1.31 m2
- 全伝熱面積：92.9 m2
  - 煙管蒸発伝熱面積：84.2 m2
  - 火室蒸発伝熱面積：8.7 m2
- ボイラー水容量：3.0 m3
- 小煙管（直径×長サ×数）：45 mm×3140 mm×192本
- 機関車運転整備重量：49.17 t（1924年版では49.87 t）
- 機関車空車重量：37.24 t（1924年版では36.83 t）
- 機関車動輪上重量（運転整備時）：37.85 t（1924年版では38.24 t）
- 機関車動輪軸重（最大・第2動輪上）：13.51 t（1924年版では13.77 t）
- 水タンク容量：7.8 m3
- 燃料積載量：1.9 t
- 機関車性能
  - シリンダー引張力：7,690 kg
- ブレーキ装置：手ブレーキ、真空ブレーキ

## 譲渡・移管
本グループの国有鉄道からの移籍はのべ72両に上るが、軸重が14 tと大きかったこともあり、軽軸重の機関車を欲した地方中小私鉄のニーズにあわず、民間への廃車譲渡は改造形式2両を含めても総計41両と総数の割に多くない。日露戦争後は相当の両数がだぶついてしまい、早くも1906年から譲渡の対象となっている。最初の譲渡は北海道鉄道への5両と日本鉄道への12両で、これらは鉄道国有法によって間もなく再国有化されたことは上述した。次いで1908年から1911年にかけて、台湾総督府鉄道部に14両が移管されている。国有鉄道で計画廃車された機関車の民間への譲渡は1926年（大正15年）から始まり、戦前期においては主に、車齢の高い2100形とアメリカ製の2500形が対象となった。これは、国有鉄道が出来の良くなかったアメリカ製から淘汰する方針を採ったためである。

### 台湾総督府鉄道部80形
1908年にイギリス製の5両 (359, 363, 366, 759, 792) が台湾総督府鉄道部に移管され、80形 (80 - 84) となった。この5両はB6形全533両中、1909年制定の鉄道院の形式番号が付与されていない唯一のグループである。さらに1909年と1910年（明治43年）にはアメリカ製の2500形が3両ずつ計6両 (2521, 2525, 2526, 2529, 2534, 2548) 、1911年には2120形が3両 (2260 - 2262) 移管され、85 - 90, 92 - 94となっている。
80形は上記では91が欠番であるが、実際には1910年に91が入籍している。この機関車は、1908年2月製でボールドウィン社から日本人の柴田文助に納入された（製造台帳では、日本の官設鉄道向けとなっている）製造番号32662（日本政府向けとは背部炭庫などの形状が異なるが、他はB6形とほぼ同型である）の後身である。B6形の大量増備の2年後にただ1両新製された当機が、どういった経緯で製造・納入され、どういった経過で台湾総督府鉄道部の手に渡ったかなど、詳細は不明な部分が多い。
1937年（昭和12年）には、C38形と改称されたが、番号の変更は行われなかった。これら15両は日本統治終了時には全機健在で、台湾鉄路管理局に引き継がれ、CK80形 (CK81 - 95) として戦後も使用された。

### 民間への譲渡
上記の北海道鉄道（初代）・日本鉄道および台湾総督府鉄道部への譲渡・移管を除いた、1926年以降の判明している民間への譲渡機は次のとおり。新番号を記していないものは、譲渡後も改番されずに使用されたものである。後述する改造形式の譲渡機もここに併せて示す。なお事業所名に小さく併記された駅名は、専用線の国鉄への接続駅を示す。
2100形（5両）
- 2102 - 1930年・常総鉄道 10 → 1945年・常総筑波鉄道常総線（合併） - 1951年廃車
- 2105 - 1930年・西濃鉄道 - 1964年廃車
- 2106 - 1928年・東武鉄道 26（2代。A2形） - 1959年廃車
- 2109 - 1930年・西濃鉄道 - 1966年廃車 → 1970年・大井川鉄道 → 1993年・学校法人日本工業大学（寄贈、保存機）
- 2111 - 1929年・常総鉄道 11 → 1945年・常総筑波鉄道常総線（合併） - 1951年廃車

2120形（16両）
- 2128 - 1949年・日本電興小国製造所（小国駅） - 1958年廃車
- 2146 - 1951年・北海道炭礦汽船幌内礦業所美流渡礦専用鉄道 - 1966年廃車
- 2170 - 1955年・ラサ工業宮古工場（宮古駅） - 1962年廃車
- 2196 - 1950年・雄別炭礦鉄道尺別専用鉄道 - 1959年廃車
- 2248 - 1955年・日本甜菜製糖士別製糖所（士別駅） → 1962年・三美運輸（南美唄駅） 2（2代） - 1973年廃車
- 2256 - 1955年・小名浜臨港鉄道 C508 - 1966年廃車
- 2273 - 1950年・岩手開発鉄道 → 1952年・東北電気製鉄和賀川工場（和賀仙人駅） - 1957年廃車
- 2278 - 1933年・三岐鉄道三岐線 - 1953年廃車
- 2287 - 1950年・三菱鉱業油戸炭礦（羽前大山駅） 2 → 北菱産業（長和駅） 1 - 1968年以降廃車
- 2288 - 1950年・東北肥料秋田工場（羽後牛島駅） - 1964年廃車
- 2304 - 1949年・三菱鉱業油戸炭礦 1 - 1957年廃車
- 2347 - 1954年・小坂鉄道花岡線 → 1958年・同和鉱業花岡線（合併） - 1958年廃車
- 2356 - 1950年・釧路臨港鉄道 10 - 1964年廃車
- 2359 - 1956年・小名浜臨港鉄道 C509 - 1963年廃車
- 2374 - 1948年[注 8]・茨城交通茨城線 5（2代） → 1948年・16 → 1951年・茨城交通湊線 - 1958年廃車
- 2381 - 1951年・釧路臨港鉄道 11 - 1964年廃車

2400形（2両）
- 2411 - 1950年・雄別炭礦鉄道尺別専用鉄道 - 1958年廃車
- 2412 - 1953年・石原産業四日市工場[1]（塩浜駅） - 1968年廃車 → 1968年・名古屋市（寄贈、保存機） → 2016年9月よりサッパボイラにて動態調査中。令和7年度にオハ35-2001,供奉車344号と共に屋外展示の計画が進んでいる[2]。

2500形（16両）
- 2518 - 1935年・松尾鉱業鉄道 2504 - 1951年廃車
- 2520 - 1934年・松尾鉱業鉄道 2501 - 1951年廃車
- 2522 - 1934年・松尾鉱業鉄道 2503 - 1951年廃車
- 2532 - 1929年・五日市鉄道 5 → 1940年・南武鉄道（合併） → 1944年・運輸通信省鉄道総局（買収、復籍） 2532 - 1950年廃車
- 2536 - 1934年・松尾鉱業鉄道 2502 - 1951年廃車
- 2553 - 1950年・呉羽化学錦工場（勿来駅） 2 - 勿来駅構内のポイント切り替えミスによりD51形が専用線へ侵入してしまい604と衝突大破した。補償として2553が譲渡された[3]。1960年廃車
- 2605 - 1950年・大日本セルロイド新井工場（新井駅） - 1960年廃車
- 2613 - 1926年・夕張鉄道 6 - 1964年廃車
- 2617 - 1935年・松尾鉱業鉄道 2505 - 1951年廃車
- 2623 - 1950年・三井鉱山美唄礦業所（南美唄駅） 1（初代） → 1962年・三美運輸（運輸部門移管） - 1967年廃車
- 2630[注 9] - 1948年・茨城交通茨城線 17 → 1951年・小名浜臨港鉄道 C507 - 1959年廃車
- 2649 - 1935年・明治製糖（→日本甜菜製糖）士別製糖所[4] - 1964年廃車 → 1967年・三美運輸 1（2代） - 1973年廃車
- 2650 - 1954年・三菱鉱業芦別鉱業所専用鉄道（所有は油谷礦業） - 1964年廃車
- 2651 - 1952年・三井鉱山美唄礦業所 2（初代） → 1962年・三美運輸（運輸部門移管） - 1963年廃車
- 2653 - 1952年・十勝鉄道帯広部線 → 1958年・日本甜菜製糖美幌製糖所（美幌駅） - 1960年廃車
- 2654 - 1935年・樺太製糖豊原工場[5] - 終戦後の消息不明

2700形（1両）
- 2719（旧2575） - 1950年・雄別炭礦鉄道雄別本線 234 → 1953年・三井鉱山美唄礦業所 3 → 1958年・北海道炭礦汽船幌内礦業所美流渡礦専用鉄道 2719 - 1960年廃車

2900形（1両）
- 2916（旧2667） - 1934年・小倉鉄道 → 1944年・運輸通信省鉄道総局（買収、復籍） - 1948年廃車

## 改造

### 3500形
本系列は、軸重が大きく、使用区間が限定されるため、軸重軽減のための改造が行われている。最初に実施されたのが、2500形を対象に、車軸配置を2-6-4 (1C2) 型に、シリンダーをヴォークレイン4気筒複式に、さらに背部炭庫と側水槽を大型に改造したものである。1910年から1911年にかけて、神戸工場、新橋工場および鷹取工場で計5両が改造され、3500形 (3500 - 3504) となった。
改造工場によって、形態は2種類あり、神戸工場および鷹取工場製の3500, 3503, 3504は、背水槽と炭庫の形状がのちのC11形のような形状となり、運転室も密閉式に近いものとなったが、新橋工場製の3501, 3502は、種車の原形を良く残していた。弁装置は、スチーブンソン式のままであるが、検修の便を図って、弁室をシリンダー上部に移したアメリカ式としている。先輪の取付けに伴って、前部の台枠を延長し、煙室側面から伸びるブレース（支柱）によって支えている。先輪はビッセル型、従輪は内側台枠の釣合い梁式である。
設計には、元山陽鉄道の汽車課長で当時の帝国鉄道庁運輸部長の岩崎彦松が大きくかかわっていたと思われ、改造にあたって細部の仕様を施工工場に任せるのは彼の流儀であった。複式機関車の最大の理解者であった彼の死後、複式機関車は次第に厄介者扱いされるようになり、本形式も1922年（大正11年）7月全機が廃車解体されている。
配置は、3500, 3503, 3504が西部鉄道局、3501, 3502が中部鉄道局であったが、1916年（大正5年）に3500と3504が東部鉄道局に転じ、1919年（大正8年）には3502と3503が札幌鉄道局に転じている。1922年の最終時には、3500, 3504が東京、3501が名古屋、3502, 3503が札幌であった。
新旧番号の対照は次のとおり。
- 1910年（1両）
  - 神戸工場（1両） - 3500 ← 2500
- 1911年（4両）
  - 新橋工場（2両） - 3501, 3502 ← 2588, 2662
  - 鷹取工場（2両） - 3503, 3504 ← 2519, 2527

#### 主要諸元
（3500, 3503, 3504の諸元を示す）
- 全長：12,548 mm
- 全高：3,810 mm
- 軌間：1,067 mm
- 車軸配置：2-6-2 (1C1)
- 動輪直径：1,245 mm
- 弁装置：スチーブンソン式アメリカ形
- シリンダー（直径×行程）：279 mm×610 mm、457 mm×610 mm
- ボイラー圧力：11.2 kg/cm2
- 火格子面積：1.31 m2
- 全伝熱面積：92.9 m2
  - 煙管蒸発伝熱面積：84.2 m2
  - 火室蒸発伝熱面積：8.7 m2
- ボイラー水容量：?
- 小煙管（直径×長サ×数）：44.5 mm×3140 mm×192本
- 機関車運転整備重量：56.08 t（1914年版は56.91 t）
- 機関車空車重量：45.75 t
- 機関車動輪上重量（運転整備時） ：35.00 t（1914年版は34.68 t）
- 機関車動輪軸重（最大・第2動輪上）：11.73 t（1914年版は12.24 t）
- 水タンク容量：7.89 m3（1914年版では8.07 m3）
- 燃料積載量：1.82 t
- 機関車性能
  - シリンダー引張力：7,260 kg（単式時）、5,290 kg（複式時）

### 2700形

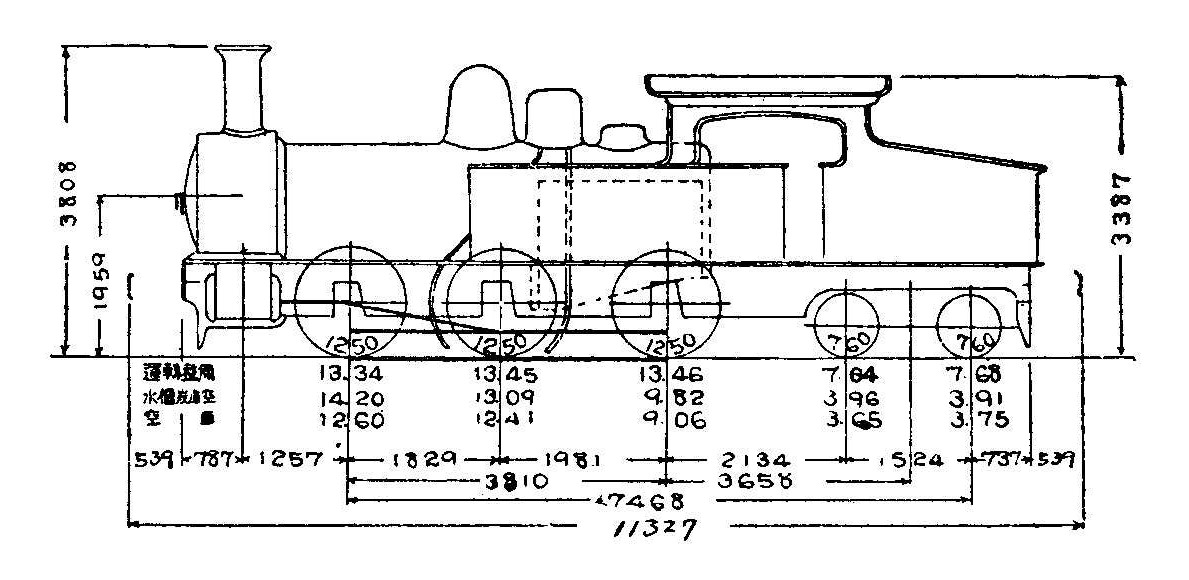
形式図

本形式は、1912年（明治45年）から1914年にかけて、2500形を対象に従輪を2軸とし、背部炭庫および水槽の容量増大を図ったものである。重量配分の関係上、側水槽の長さを3分の1ほど詰めている。また、従台車は、釣合梁式のボギー台車となり、台枠は外側に露出したものとなったため、炭庫まわりの印象は3500形とは大きく異なる。また、炭庫の上縁は大きく斜めに傾斜した独特の形態で、これは主に後進運転で使用することを想定したためと推測される。
改造は、新橋工場、長野工場および浜松工場で24両に対して施工された。本形式は、2700形としては2代目であり、初代は旧北越鉄道引き継ぎの0-6-2 (C1) 型タンク機関車で、1910年および1911年に先輪を追加して3040形（初代）に改められて空形式となっていたものである。
年度ごとの改造両数、施行工場および新旧番号の対照は次のとおり。
- 1912年（10両）
  - 新橋工場（6両） - 2700 - 2705 ← 2591, 2642, 2565, 2602, 2582, 2608
  - 長野工場（4両） - 2706 - 2709 ← 2547, 2606, 2569, 2663
- 1913年（7両）
  - 長野工場（4両） - 2710, 2711, 2719, 2720 ← 2533, 2570, 2575, 2549
  - 新橋工場（3両） - 2712 - 2714 ← 2644, 2530, 2543
- 1914年（7両）
  - 浜松工場（7両） - 2715 - 2718, 2721 - 2723 ← 2594, 2635, 2550, 2552, 2614, 2645, 2584

本形式は、形態的に大きく3種に分類されることが判明している。第1のタイプは、ボイラーや運転室周りは2500形の寸法のまま、後部を延長したものである。ただし、運転室は後天的改装で嵩上げされたものもある。このタイプには、煙室前板の裾が左右に広がった形状を残すものが多かった。
第2のタイプは、ボイラー中心および運転室屋根高さを152 mm嵩上げしたものである。このタイプの中でも、運転室側面の開口部を上に拡げたものとそうでないものがあった。
第3のタイプは、第2のタイプ同様にボイラー中心および運転室屋根を嵩上げしたほか、煙室を前方に拡大し、板金製または鋳鋼製の煙室受けサドルを設けたものである。その他第2タイプと第3タイプは、ボイラーを嵩上げした分だけ煙突が短縮されている。
各タイプの区分は、残された写真などから次のように推測されている。
1. 2700 - 2708
2. 2709 - 2711, 2719, 2720
3. 2712 - 2718, 2721 - 2723

改造後は、中部鉄道局管内に配置され、福井、金沢、富山、浜松、静岡などにあった。1915年（大正4年）6月には、中部鉄道局管内に21両、西部鉄道局管内に3両で、1916年1月末には全車が中部鉄道局管内にあった。1920年（大正9年）5月末には東京鉄道局管内14両、名古屋鉄道局管内10両の配置であった。
1923年（大正12年）1月には、東京鉄道局から2708, 2710, 2712および名古屋鉄道局から2716 - 2721, 2723の計10両が札幌鉄道局に転じた。1932年（昭和7年）6月末現在では21両が、東京鉄道局管内で7両 (2701, 2702, 2704 - 2706, 2711, 2713) が飯田町、八王子に、仙台鉄道局管内で4両 (2700, 2703, 2707, 2709) が青森に、札幌鉄道局管内で上記の10両が池田、野付牛、苫小牧、帯広にいずれも入換用として配置されていた。
民間への譲渡は、1950年（昭和25年）に雄別炭礦鉄道に譲渡された1両 (2719) のみである。同機は雄別炭礦鉄道では234と改番されたが、1953年（昭和28年）に三井鉱山美唄礦業所に移って3となり、さらに北海道炭礦汽船幌内礦業所美流渡礦専用鉄道に移って2719に戻り、1967年（昭和42年）の路線廃止まで使用された。

#### 主要諸元
- 全長：11,367 mm
- 全高：3,808 mm
- 軌間：1,067 mm
- 車軸配置：0-6-4 (C2)
- 動輪直径：1,250 mm
- 弁装置：スチーブンソン式基本形
- シリンダー（直径×行程）：406 mm×610 mm
- ボイラー圧力：11.3 kg/cm2（1931年版では11.0, 12.5 kg/cm2）
- 火格子面積：1.31 m2
- 全伝熱面積：92.9 m2（1931年版では84.4 m2）
  - 煙管蒸発伝熱面積：84.2 m2（1931年版では75.7 m2）
  - 火室蒸発伝熱面積：8.7 m2
- ボイラー水容量：2.8 m3
- 小煙管（直径×長サ×数）：45 mm×3140 mm×192本
- 機関車運転整備重量：55.57 t
- 機関車空車重量：41.47 t
- 機関車動輪上重量（運転整備時）：40.25 t
- 機関車動輪軸重（最大・第3動輪上）：13.46 t
- 水タンク容量：8.6 m3
- 燃料積載量：2.03 t
- 機関車性能
  - シリンダー引張力：7,690 kg
- ブレーキ装置：手ブレーキ、真空ブレーキ→空気ブレーキ

### 2900形

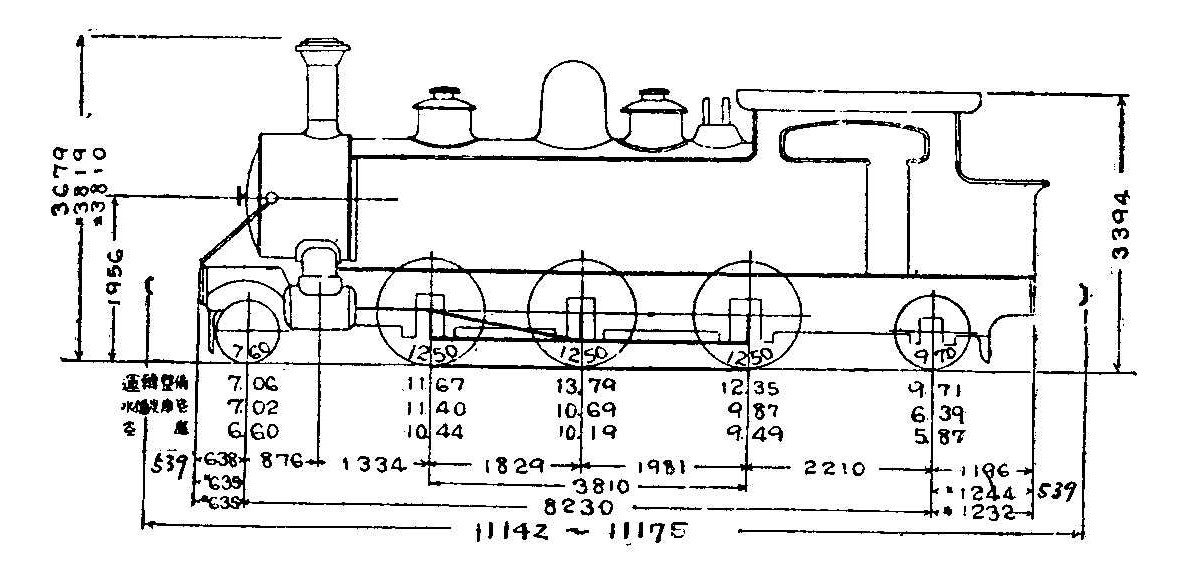
形式図

本形式は、1912年に、2100形、2120形および2500形を対象に先輪を追加して、車軸配置を2-6-2 (1C1) 型とし、重量配分の関係で側水槽を増大したものである。また、弁装置はスチーブンソン式のままであるが、弁室をシリンダー上部に移してアメリカ形としており、検修の便を図っている。先輪はビッセル式で、前端梁は、火室部からブレース（支柱）で支持している。改造は、四日市工場および鷹取工場で、17両に対して施工された。この中には、旧関西鉄道から引き継いだ全車（2100形5両・2500形2両）が含まれている。特に、アメリカ製の2666, 2667を改造したものは、種車の特徴的な外観を残しており、改造に際しても、側水槽の延長部の下側を欠き取った形態となって、さらにユニークさが増している。
新旧番号の対照は次のとおり。
- 1912年（17両）
  - 四日市工場（7両） - 2900 - 2904, 2915, 2916 ← 2112 - 2116, 2666, 2667
  - 鷹取工場（10両） - 2905 - 2914 ← 2546, 2167, 2185, 2510, 2516, 2538, 2568, 2587, 2540, 2593

改造後は西部鉄道局に配置され、山陽本線西部で使用された。その後、2900 - 2905, 2910 - 2916は門司鉄道局、2906 - 2909は名古屋鉄道局に転じ、さらに名古屋鉄道局の分は、1926年に岡山、長岡、盛岡の各建設事務所に転じた。そのうち、2907は信濃川電気事務所に転じて、1956年（昭和31年）まで使用されていたのが実見されている。
門司鉄道局のものは、1920年代には広島、三田尻、下関にあって、ローカル貨物や混合列車の牽引に使用されていた。営業用としては1935年（昭和10年）までに廃止され、あとは建設事務所に残るのみとなった。1944年（昭和19年）現在では、後述の再買収車を含めて3両が残るのみとなっていた。
本形式からは、1934年（昭和9年）に2916が小倉鉄道に譲渡されたが、1944年に戦時買収により再国有化、1948年（昭和23年）に廃車解体された。

#### 主要諸元
（2905, 2908 - 2914の諸元を示す）
- 全長：11,227 mm
- 全高：3,810 mm
- 軌間：1,067 mm
- 車軸配置：2-6-2 (1C1)
- 動輪直径：1,245 mm（1924年度版以降は1,250 mm）
- 弁装置：スチーブンソン式アメリカ形
- シリンダー（直径×行程）：406 mm×610 mm
- ボイラー圧力：11.2 kg/cm2（1924年版では11.3 kg/cm2）
- 火格子面積：1.31 m2
- 全伝熱面積：92.9 m2
  - 煙管蒸発伝熱面積：84.2 m2
  - 火室蒸発伝熱面積：8.7 m2
- ボイラー水容量：3.0 m3
- 小煙管（直径×長サ×数）：45 mm×3140 mm×192本
- 機関車運転整備重量：53.85 t（1924年版では54.58 t）
- 機関車空車重量：41.55 t（1924年版では42.59 t）
- 機関車動輪上重量（運転整備時）：37.88 t（1924年版では37.81 t）
- 機関車動輪軸重（最大・第2動輪上）：12.82 t（1924年版では13.79 t）
- 水タンク容量：7.77 m3（1924年版では7.7 m3）
- 燃料積載量：1.63 t
- 機関車性能
  - シリンダー引張力：7,690 kg
- ブレーキ装置：手ブレーキ、真空ブレーキ

### 蒸気乾燥器取付試験改造車
1915年には、2633の煙室を改造してそこに蒸気乾燥器を取り付ける改造が行われている。その結果、同機の煙室は径や長さの大きいものに改造され、その結果ボイラー中心高さを86 mm上げ、煙室を支えるため、先輪が1軸追加され軸配置が2-6-2 (1C1) となった。当時の配置は高崎であったが、試験終了後は原形に復元された。

### 広軌化試験改造車
1917年（大正6年）には、当時議論されていた広軌（標準軌）化構想に基づき、機関車を広軌化改造する際に必要な材料、工数、費用を調べるため、本形式1両 (2323) が浜松工場で広軌化された。同機は、同年5月23日から8月5日まで、横浜線原町田（現・町田） - 橋本間を通常の列車と広軌改造車の双方が走行できるように三線・四線式にして、同様に広軌化された6輪ボギー車、4輪ボギー車、4輪単車、貨車3両を牽引する試験を行った。この広軌化改造に伴い火格子面積の拡大を行ったことで牽引能力は増大し（1,067 mm軌間では10 ‰勾配で250 tの牽引に対し、1,435 mm軌間では350 tまで牽引）、石炭消費量においても優秀な成績を示した。
しかし、広軌化構想は1919年に頓挫し、広軌化改造されていた2323もしばらく大井工場に保管されたが、間もなく廃車された（狭軌に復原されて、1957年（昭和32年）まで使用されたとする説もあり）。日本の改軌論争も参照のこと。

### マヌ34形暖房車

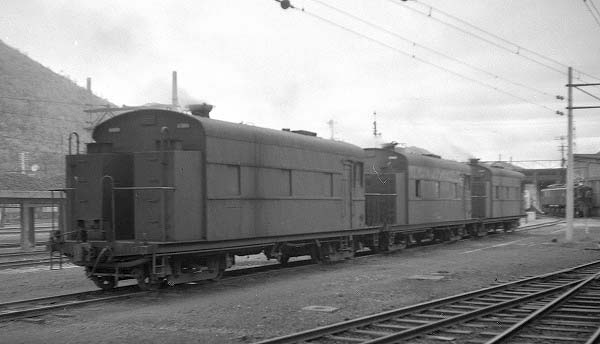
マヌ34形暖房車
1958年5月1日・米原機関区

1949年（昭和24年）、東海道本線沼津 - 浜松間や奥羽本線福島 - 米沢間が新規に電化されたが、当時日本を占領していたGHQが暖房車の新製を認めなかったため、不足する暖房車を既存車の資材を流用して2120形の改造名義で製作したのが、マヌ34形である。
同形式は、第1種休車中であった2120形のボイラー、戦時形貨車として大量に製造されたが3軸車ゆえの走行性能の悪さから大量に余剰となっていたトキ900形無蓋車の台枠や連結器をそれぞれ流用、さらに木造客車の鋼体化改造の際に台枠の継ぎ足し用となった客車から発生したTR11形台車の車軸をトキ900形の短軸形車軸に換装してTR44形台車とし、これらを組み合わせて製作された。最も大型な暖房車であったことから、運用は長距離旅客列車が中心であった。
1949年に7両が浜松工機部で、1950年に22両が浜松工場（10両）および郡山工場（12両）で製作され、計29両が東海道本線で使用されたが、1956年に東海道本線の全線電化が完成すると、予備車を除いて中央本線や北陸本線に転属し、1972年（昭和47年）まで在籍した。
新旧番号の対照は次のとおり。
2338, 2177, 2285, 2306, 2330, 2282, 2320, 2144, 2259, 2195, 2350, 2302, 2171, 2130, 2289, 2316, 2301, 2360, 2298, 2343, 2336, 2299, 2264, 2188, 2237, 2275, 2132, 2168, 2225 → マヌ34 1 - 29

## 保存機
| 画像 | 番号                 | 所在地                                                               | 備考       |
| ---- | -------------------- | -------------------------------------------------------------------- | ---------- |
|      | 2109（旧大井川鉄道） | 埼玉県南埼玉郡宮代町 日本工業大学工業技術博物館                      | 動態保存   |
|      | 2221                 | 東京都青梅市 青梅鉄道公園                                            |            |
|      | 2248 （旧三美運輸2） | 北海道江別市 日本鉄道保存協会                                        | (非公開）  |
|      | 2272                 | 石川県白山市新田町289番地 (西日本旅客鉄道金沢総合車両所松任本所跡地) |            |
|      | 2412（旧石原産業）   | 愛知県名古屋市中区・名古屋市科学館                                   |            |
|      | 2649 （旧三美運輸1） | 北海道江別市・日本鉄道保存協会                                       | （非公開） |

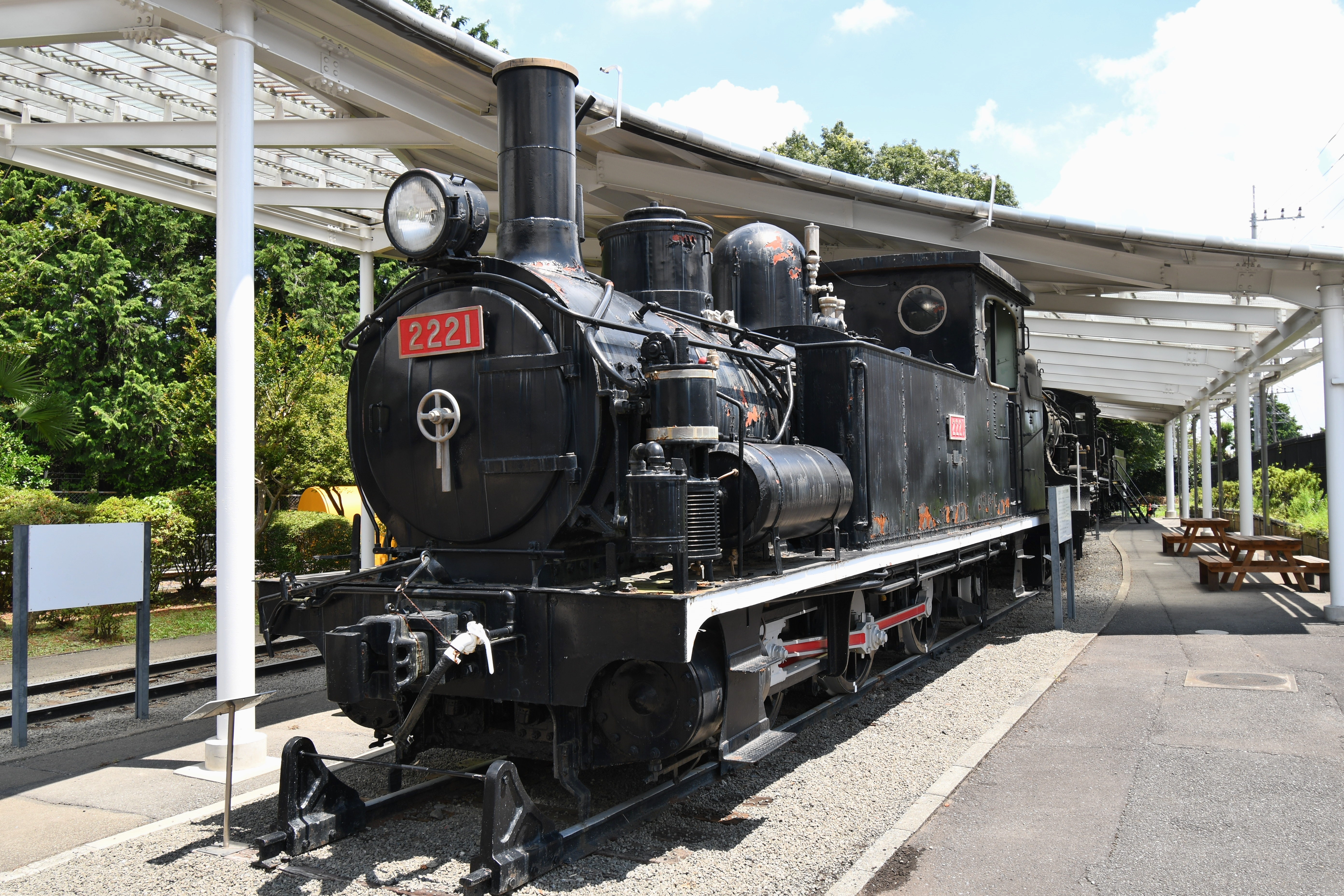
2221（2120形） 青梅鉄道公園
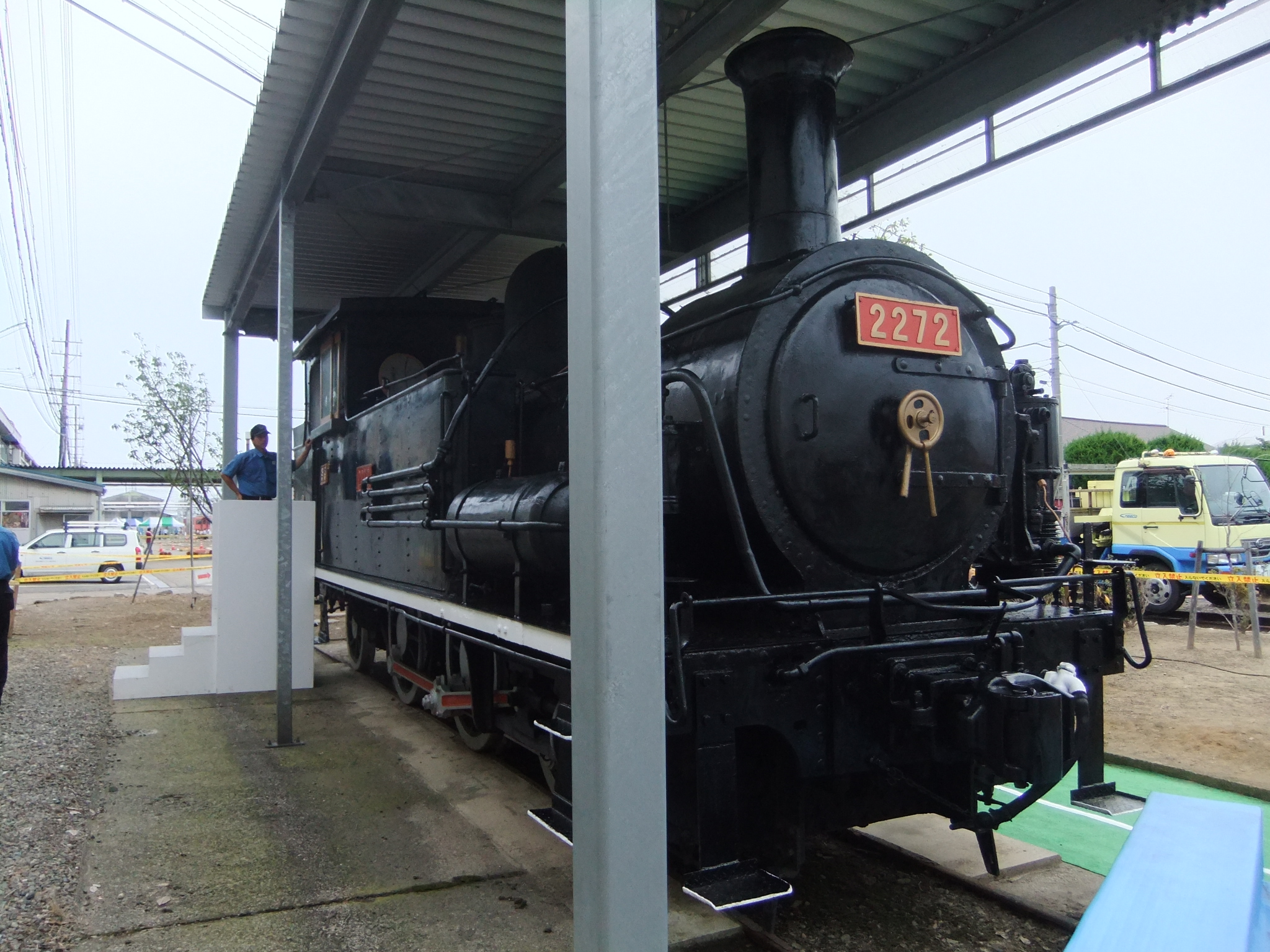
2272（2120形） 2014年8月24日・金沢総合車両所松任本所
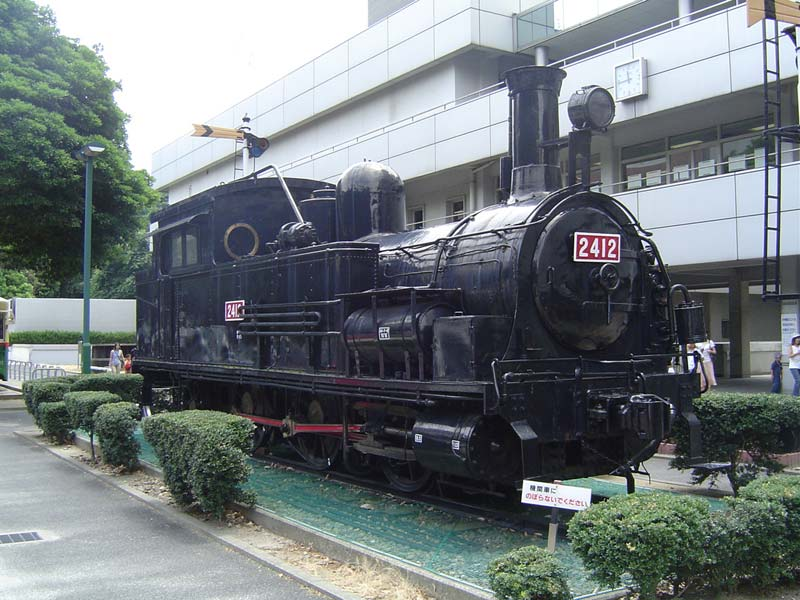
2412（2400形） 2004年7月19日・名古屋市科学館
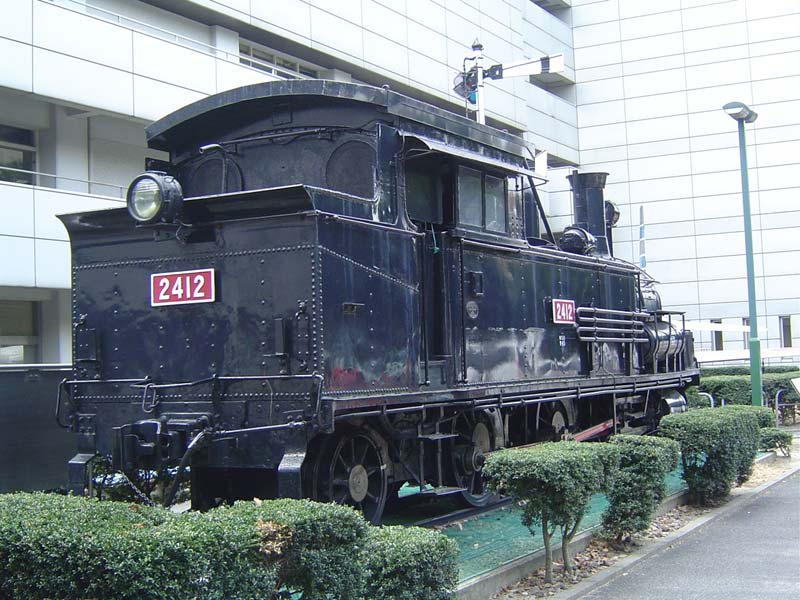
2412（2400形） 2004年7月19日・名古屋市科学館

### 2109
1892年（明治25年）に日本鉄道に導入され、同年4月1日に172として運用を開始したが、1894年には63に改番された。
1904年の日露戦争では、野戦鉄道提理部に供出。1906年に日本鉄道が国有化され、同年11月1日付で鐵道作業局63として転入。1909年10月1日付で2109に改番された。1929年には、中央本線での運用を最後に松本機関庫で廃車となり、同年7月12日付で西濃鉄道に払い下げられ、石灰石輸送に使用された。
1964年（昭和39年）にディーゼル機関車が導入されたことにより、予備機となったが、1966年（昭和41年）5月15日まで運用。翌16日に廃車となり、その後は野ざらし状態で美濃赤坂駅構内に留置されていた。
本機の保存を、鉄道友の会名古屋支部が呼びかけていたが、保存先が見つからなかった。
しかし1969年（昭和44年）には、1949年まで蒸気機関車を運転していて、それに携わった職員が残っていた大井川鉄道（現・大井川鐵道）で保存される方針となった。
1970年（昭和45年）8月2日、鉄道友の会主催の発車式が美濃赤坂駅で行われ、同月8日にEH10 22牽引の貨物列車の最後尾に連結され、大垣駅を出発した。同10日に金谷駅に到着し、新金谷車両区に回送された。同区ではチムニーキャップやロッドを取り付けられる、バッファービームを赤く塗られるといった整備を受けた。この際、転車台で煙突側が金谷方に向けられ、13日に千頭駅に回送され、同駅構内での静態保存を開始。同年11月に千頭 - 川根両国間の側線でのミニSL列車牽引機として保存運転を開始した。
老朽化のため、1976年（昭和51年）ごろから休車となり、再び千頭駅構内で静態保存されていた。
1990年（平成2年）には蒸気機関車動態保存20周年を記念し、同年4月24日に金谷駅構内での静態保存を開始したが、1992年（平成4年）5月31日に産業考古学会推薦産業遺産に認定された。同年8月21日に新金谷車両区に回送され、再整備を受け、翌1993年（平成5年）8月20日に同区で再び火が入れられた。同月28日にC11 312牽引の特別回送列車の最後尾に連結され、千頭駅に回送された。同30日には、同駅構内での一般公開、構内運転、転車台での撮影会が行われた。
同年9月4日に大井川鉄道から搬出され、同月6日に日本工業大学へ搬入された。同10日にお披露目式典が行われ、翌11日に一般公開された。
同大学では、学内行事や学会開催時に、不定期に運転が実施されたていたが、貴重な産業遺産として永久に動態保存するとしており、2002年（平成14年）4月20日からは定期的に運転が実施されている。